# Martin Milner
Pour les articles homonymes, voir Milner.
Martin Milner est un acteur américain né le 28 décembre 1931 à Détroit, Michigan (États-Unis) et mort le 6 septembre 2015 à Carlsbad en Californie.

## Filmographie

### Cinéma
- 1947 : Mon père et nous (Life with Father) : John Day
- 1948 : The Wreck of the Hesperus (en) d'Elmer Clifton : Nathaniel
- 1949 : Sands of Iwo Jima : Pvt. Mike McHugh
- 1949 : The Green Promise de William D. Russell
- 1950 : Celle de nulle part : Bert
- 1950 : Louise : Bob Stewart
- 1950 : Okinawa (Halls of Montezuma) : Pvt. Whitney
- 1951 : Opération dans le Pacifique (Operation Pacific) : Enseigne Caldwell
- 1951 : Fighting Coast Guard : Al Prescott
- 1951 : Face à l'orage (I Want You) de Mark Robson : George Kress Jr.
- 1952 : The Captive City : Phil Harding
- 1952 : Six filles cherchent un mari (Belles on their Toes) : Al Lynch
- 1952 : My Wife's Best Friend : Buddy Chamberlain
- 1952 : La Mission du commandant Lex (Springfield Rifle) : Pvt. Olie Larsen
- 1952 : Les Vainqueurs de Corée (Battle Zone) de Lesley Selander : Andy
- 1953 : Le Sabre et la Flèche (Last of the Comanches'') : Billy Creel
- 1953 : Torpedo Alley
- 1953 : Destination Gobi : Elwood Halsey
- 1954 : Le crime était presque parfait (Dial M for Murder) : Wendice Flat'
- 1955 : Ce n'est qu'un au revoir (The Long Gray Line) : Jim O'Carberry
- 1955 : Permission jusqu'à l'aube (Mister Roberts), de John Ford : Shore Patrol Officer
- 1955 : Le Gang du blues (Pete Kelly's Blues) : Joey Firestone
- 1955 : Francis in the Navy d'Arthur Lubin : W.T. 'Rick' Rickson
- 1956 : On the Threshold of Space : Lt. Morton Glenn
- 1956 : Navy Wife
- 1956 : Screaming Eagles : Pvt. Corliss
- 1956 : Les Piliers du ciel : Waco
- 1957 : Man Afraid : Shep Hamilton
- 1957 : Desk Set : Bit part
- 1957 : Règlement de comptes à O.K. Corral (Gunfight at the O.K. Corral) : James 'Jimmy' Earp
- 1957 : Le Grand Chantage (Sweet Smell of Success) : Steve Dallas
- 1958 : Une femme marquée (Too Much, Too Soon) : Lincoln Forrester
- 1958 : Marjorie Morningstar d'Irving Rapper : Wally Wronkin
- 1959 : Le Génie du mal (Compulsion) de Richard Fleischer : Sid Brooks
- 1960 : 13 Ghosts : Ben Rush
- 1960 : Sex Kittens Go to College : George Barton
- 1960 : La Vie privée d'Adam et Ève (The Private Lives of Adam and Eve) : Ad Simms
- 1965 : Zebra in the Kitchen : Dr. Del Hartwood
- 1966 : Ski Fever : Brian Davis
- 1967 : La Vallée des poupées (Valley of the Dolls) : Mel Anderson
- 1968 : Three Guns for Texas : Const. Clendon MacMillan

### Télévision
- 1950 : The Lone Ranger (Série TV) : Dick McHenry
- 1950-1951 : The Stu Erwin Show (Série TV) : Jimmy Clark
- 1952-1955 : Badge 714 (Série TV) : Stephen Banner
- 1953, 1956 et 1958 : The Life of Riley (Série TV) : Don Marshall
- 1954 : The Great Gildersleeve (Série TV) : Brick
- 1956 : TV Reader's Digest (Série TV) : Une recrue de l'armée
- 1956 : The West Point Story (en) (Série TV) : Cadet Jonathan B. Layton
- 1956 : Crossroads (en) (Série TV) : Charles Mitchell
- 1956 : Navy Log (en) (Série TV) : Monk Jacob
- 1958 : La Grande Caravane (Wagon Train) (Série TV) : Matt Trumbell
- 1958-1959 : The Millionaire (Série TV) : Neal Blowers / Mark Fleming
- 1959 : Rawhide (Série TV) : Johnny Doan
- 1959 : Playhouse 90 (Série TV) : Capitaine Byers
- 1959 : Steve Canyon (Série TV) : Sgt. Ernest Bigelow
- 1959 : Hotel De Paree (Série TV) : Pat Williams
- 1959 : U.S. Marshal (Série TV) : Bob Baxter
- 1960 : La Quatrième Dimension (The Twilight Zone) (Série TV) : Paul Grinstead
- 1960 -1964 : Route 66 : Tod Stiles
- 1965 : Slattery People (Série TV) : Scott Fleming
- 1965 : Memorandum for a Spy (Téléfilm)
- 1965 : Starr, First Baseman (Téléfilm) : Joe Starr
- 1965 : Gidget (Série TV) : Kahuna
- 1965 : Laredo (Série TV) : Clendon MacMillan
- 1965-1966 : Le Virginien (The Virginian) (Série TV) : Dave Ferguson / Case
- 1966 : A Man Called Shenandoah (Série TV) : Neal Henderson
- 1966 : 12 O'Clock High (en) (Série TV) : Maj. Tom Dimscek
- 1967 : Commando du désert (The Rat Patrol) (Série TV) : Sgt. Roberts
- 1967 : Match contre la vie (RRun for Your Life) (Série TV) : Mike Green
- 1967 : Sullivan's Empire (Série TV) : John Sullivan
- 1967 : Brigade criminelle (The Felony Squad) (Série TV) : Thomas Glynn
- 1967 : Insight (Série TV) : Sherm
- 1968 : Dragnet 1967 (Série TV) : Officier Pete Malloy
- 1968 : Land's End (Téléfilm) : Eric
- 1971 : Columbo (Série TV) : Jim Ferris
- 1972 : Emergency! : Officier Pete Malloy
- 1973 : Runaway : John Shedd
- 1974 : Hurricane : Maj. Hymie Stoddard
- 1975 : The Swiss Family Robinson : Karl Robinson
- 1976 : Déluge sur la ville (Flood!) : Paul Burke
- 1977 : SST: Death Flight : Lyle Kingman
- 1978 : Black Beauty : Tom Gray
- 1978 : Little Mo : Wilbur Folsom
- 1979 : Crisis in Mid-Air (en) : Dr. Denvers
- 1979 : The Last Convertible : Sergent Dabric
- 1979 : The Seekers : Philip Kent
- 1981 : The Ordeal of Bill Carney : Peter Belton
- 1985-1996 : Arabesque :
  - Reflections of the Mind (1985) : Sheriff Bodine
  - The Last Flight of the Dixie Damsel (1988) : Lt. Clint Phelps
  - Thursday's Child (1991) : Clint Phelps
  - The Dying Game (1994) : Bill Maguire
  - Race to Death (1996) : Admiral Len Spalding
- 1988-1990 : MacGyver
  - (saison 3, épisode 13 Terrain glissant) : Turk Donner
  - (saison 5, épisode 21 Voyage au royaume des ombres) : James MacGyver
- 1990 : Nashville Beat : Capitaine Brian O'Neal
- 1994 : RoboCop : Capitaine Russell Murphy (Le Père de RoboCop alias Alex J. Murphy)